# Марк Еверетт
Девід Марк Еверетт (англ. David Mark Everett; нар. 2 вересня 1968) — американський легкоатлет, який спеціалізувався на спринті та бігу на середні дистанції.

## Спортивні досягнення
Фіналіст олімпійських змагань з бігу на 800 метрів (1992) — не дістався фінішу. Учасник олімпійських змагань з бігу на 800 метрів на двох інших Олімпіадах (1988, 2000) — обидва рази не вдавалось пройти далі попереднього забігу.
Срібний призер чемпіонату світу з естафетного бігу 4×400 метрів (1991). Бронзовий призер чемпіонату світу з бігу на 800 метрів (1991). Фіналіст (8-е місце) чемпіонату світу з бігу на 800 метрів (1995, 1997).
Дворазовий чемпіон світу в приміщенні з естафетного бігу 4×400 метрів (1993, 1997).
Чемпіон США з бігу на 800 метрів (1988, 1990, 1991, 1993, 1994, 1997, 1998, 2000). Чемпіон США в приміщенні з бігу на 500 метрів (1992) та 800 метрів (1997, 1998).